# Anna Gunn
Anna Gunn   (Cleveland, 11 d'agost de 1968) és una actriu estatunidenca coneguda pel seu paper de Skyler White a la sèrie Breaking Bad i de Martha Bullock a Deadwood.

## Biografia
Gunn es graduà a la Universitat de Northwestern el 1990. El reconeixement com a actriu li arribà amb el seu paper de Skyler White a la sèrie dramàtica Breaking Bad juntament amb Bryan Cranston. El 2012 fou nominada als Emmy a la categoria de millor actriu de repartiment. Finalment guanyà el Premi Emmy el 2013 i el 2014 pel seu paper a Breaking Bad.

## Filmografia

### Cinema
| Any  | Pel·lícula                                           | Personatge                      | Notes    |
| ---- | ---------------------------------------------------- | ------------------------------- | -------- |
| 1992 | Indecency                                            | Celeste                         | Telefilm |
| 1994 | French Intensive                                     | Rachel                          | Curt     |
| 1994 | Moment of Truth: Caught in the Crossfire             | Agt. Alex King                  | Telefilm |
| 1994 | Junior                                               | Recepcionista de Casitas Madres |          |
| 1995 | Sense proves... Una història real (Without Evidence) | Liz Godlove                     |          |
| 1995 | If Someone Had Known                                 | Linda Reed                      |          |
| 1997 | Santa Fe                                             | Jane                            |          |
| 1998 | Enemy of the State                                   | Emily Reynolds                  |          |
| 2000 | Lost Souls                                           | Sally Prescott                  |          |
| 2001 | Nobody's Baby                                        | Stormy                          |          |
| 2002 | Treading Water                                       | Actriu                          |          |
| 2003 | Twelve Mile Road                                     | Leah                            | Telefilm |
| 2011 | Red State                                            | Mare de Travis                  |          |
| 2012 | Little Red Wagon                                     | Laurie Bonner                   |          |
| 2012 | Secrets of Eden                                      | Detectiu Catherine Benincasa    | Telefilm |
| 2012 | Sassy Pants                                          | June Pruitt                     |          |
| 2016 | Equity                                               | Naomi Bishop                    |          |
| 2016 | Sully                                                | Dr. Elizabeth Davis             |          |
| 2018 | Being Frank                                          | Laura Hansen                    |          |

### Televisió
| Any       | Títol               | Paper                       | Notes |
| --------- | ------------------- | --------------------------- | --- |
| 1992      | Quantum Leap        | Liz                         | Episodi: "The Play's the Thing" |
| 1992–1993 | Down the Shore      | Arden                       | 29 episodis |
| 1993      | Seinfeld            | Amy                         | Episodi: "The Glasses" |
| 1994      | Missing Persons     | Ellie Keogh                 | Episodi: "My Beautiful Son Is O.K..." |
| 1994      | NYPD Blue           | Kimmy                       | 2 episodis |
| 1995–1996 | Murder One          | Melissa Griotte             | 3 episodis |
| 1996      | Chicago Hope        | Megan Stanard               | Episodi: "Sexual Perversity in Chicago Hope" |
| 1996      | The Lazarus Man     | The Journal                 | Episodi: "The Journal" |
| 1996      | Men Behaving Badly  | Michelle                    | Episodi: "Babies Having Babies" |
| 1996      | The Big Easy        | Evie                        | Episodi: "Snake Dance" |
| 1997      | Sleepwalkers        | Angie Gilpin                | Episodi: "Night Terrors" |
| 1997–2002 | The Practice        | Jean Ward                   | 10 episodis |
| 1999      | ER                  | Ekabo's Lawyer              | Episodi: "Point of Origin" |
| 1999      | The Drew Carey Show | Kelly Walker                | Episodi: "Drew's Reunion" |
| 1999      | Judging Amy         | Emily Noble                 | Episodi: "Presumed Innocent" |
| 2000      | Bull                | Miss Coyle                  | Episodi: "A Beautiful Lie" |
| 2001      | The Guardian        | Meghan Barstow              | 2 episodis |
| 2002      | Yes, Dear           | Jessica                     | Episodi: "Kim's New Nanny" |
| 2003      | Dragnet             | Dr. Louise Nottingham       | 2 episodis |
| 2003      | The O'Keefes        | Phyllis                     | Episodi: "Pilot" |
| 2003      | Wild Card           | Janell Morgan               | Episodi: "The Cheese Stands Alone" |
| 2003      | The Lyon's Den      | Elizabeth Hopper            | Episodi: "Blood" |
| 2003      | Miss Match          | Maureen Weston              | Episodi: "Kate in Ex-tasy" |
| 2003      | Miracles            | Rebecca Webb                | Episodi: "You Are My Sunshine" |
| 2004      | The D.A.            | Shelly Ward                 | Episodi: "The People vs. Sergius Kovinsky" |
| 2004      | Six Feet Under      | Madeline                    | Episodi: "Parallel Play" |
| 2005–2006 | Deadwood            | Martha Bullock              | 21 episodis |
| 2007      | Boston Legal        | Attorney Susan Bixby        | Episodi: "Nuts" |
| 2008–2013 | Breaking Bad        | Skyler White                | 61 episodis Primetime Emmy a la millor actriu secundària en sèrie dramàtica (2013, 2014) Nominació − Primetime Emmy a la millor actriu secundària en sèrie dramàtica (2012) |
| 2010      | Law & Order         | Marielle Di Napoli          | Episodi: "Love Eternal" |
| 2010      | Lie to Me           | Jenkins                     | Episodi: "Dirty Loyal" |
| 2014      | The Mindy Project   | Sheila Hamilton             | Episodi: "Girl Crush" |
| 2014      | Gracepoint          | Detectiu Ellie Miller       | 10 episodis |
| 2015      | Criminal Minds      | Agent especial Lily Lambert | Episodi: "Beyond Borders" |
| 2015      | Portlandia          | Glynis Brooks               | Episodi: "House for Sale" |